# Coxilha do Fogo
Coxilha do Fogo är en kulle i Brasilien.   Den ligger i kommunen Canguçu och delstaten Rio Grande do Sul, i den södra delen av landet, 1 800 km söder om huvudstaden Brasília. Toppen på Coxilha do Fogo är 314 meter över havet, eller 7 meter över den omgivande terrängen. Bredden vid basen är 0,18 km.
Terrängen runt Coxilha do Fogo är varierad. Runt Coxilha do Fogo är det glesbefolkat, med 14 invånare per kvadratkilometer..
Omgivningarna runt Coxilha do Fogo är huvudsakligen savann.